# Mescolante
In fisica, un sistema dinamico viene detto mescolante se lo spazio delle fasi del sistema diventa fortemente aggrovigliato, in base ad almeno una tra più definizioni matematiche. Per esempio una trasformazione che conserva la misura T è detta fortemente mescolante se
{\displaystyle \lim _{k\rightarrow \infty }\,\mu (T^{-k}A\cap B)=\mu (A)\cdot \mu (B)}
dove A e B sono due qualsiasi insiemi misurabili e μ è la misura associata. Altre definizioni sono possibili, incluse il mescolamento debole ed il  mescolamento topologico.

Mescolamento in una palla di stucco colorato dopo iterazioni consecutive della mappa a ferro di cavallo di Smale (cioè sotto l'azione di stiramento e piegamento)

La definizione matematica di mescolanza tende a far propria la nozione di mescolanza fisica. Un esempio canonico è il Cuba libre: supponiamo che il bicchiere inizialmente contenga 20% di rum (l'insieme A) e l'80% di cola (l'insieme B) in compartimenti stagni. Dopo aver agitato il bicchiere, ogni regione della miscela contiene circa il 20% di rum. Inoltre, il liquido mescolato è in un certo qual modo non più separabile: non importa in quale punto la si osservi o quanto piccola sia la porzione in esame, si troverà sempre l'80% di cola e il 20% di rum.
Ogni trasformazione mescolante è ergodica, ma ci sono trasformazioni ergodiche che non sono mescolanti. 
Il mescolamento di gas o liquidi è un processo fisico complesso, governato da una equazione di diffusione convettiva che può coinvolgere fenomeni di diffusione non di Fick, come nella decomposizione spinodale. La parte convettiva dell'equazione che descrive questo processo contiene termini di fluido in moto che sono governati dalle equazioni di Navier-Stokes. Quando le proprietà come la viscosità dipendono dalla composizione, le equazioni possono essere accoppiate. Ci possono essere anche effetti della temperatura. Non è chiaro se i processi di mescola dei fluidi siano mescolanti anche in senso matematico.